# Aniconisme dans le bouddhisme

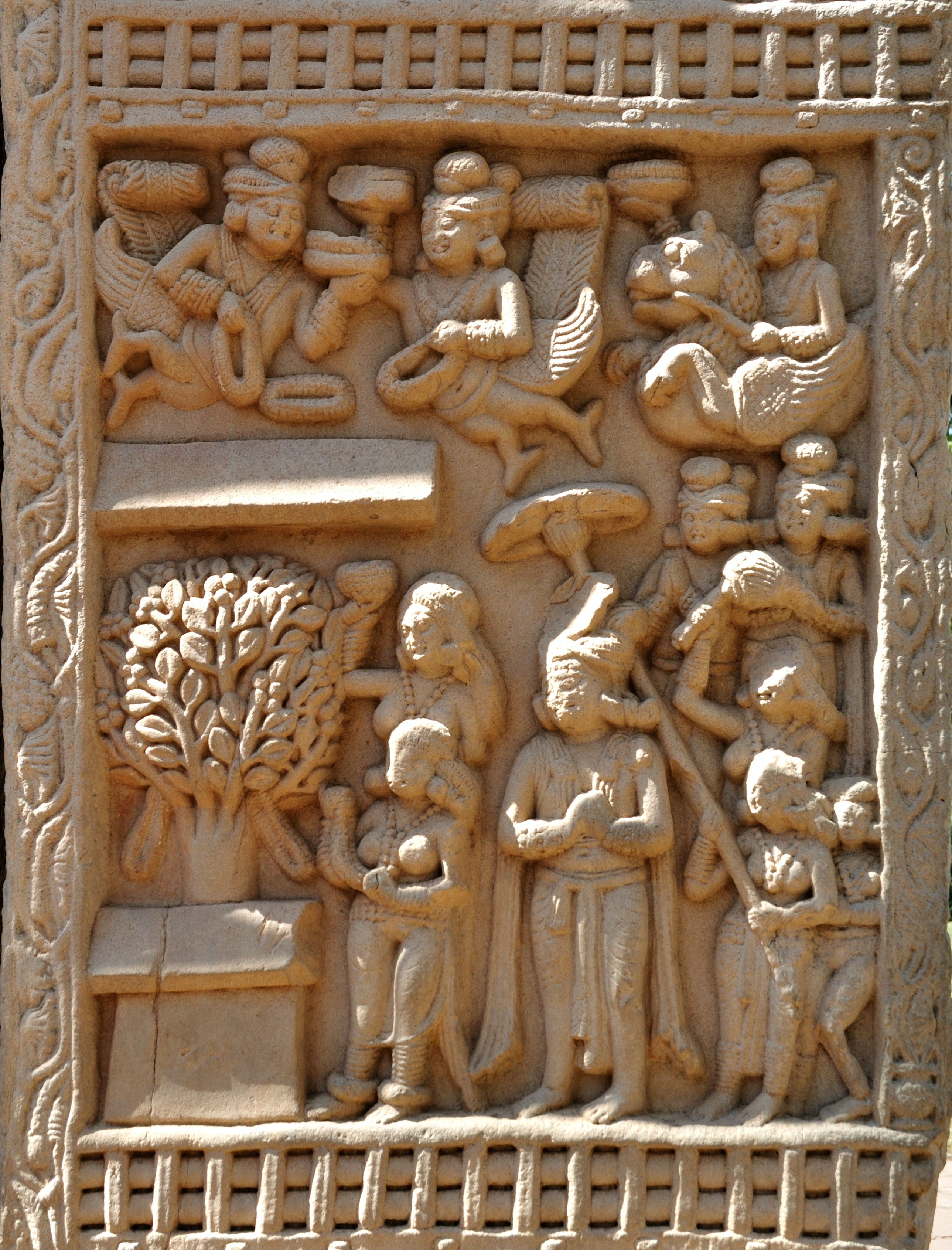
Aniconisme dans Miracle de Kapilavastu : le roi Suddhodana priant alors que son fils le Bouddha lévite dans les airs, loué par les êtres célestes (mais seule la "promenade" du Bouddha (un des symboles aniconiques symbolisant la présence du Bouddha sans le représenter), la dalle horizontale du Chankrama, dans les airs, est visible).

Depuis le début de l'étude sérieuse de l'histoire de l'art bouddhiste dans les années 1890, la première phase, qui a duré jusqu'au Ier siècle de notre ère, a été décrite comme aniconique ; le Bouddha n'était représenté que par des symboles tels qu'un trône vide, l'arbre de la Bodhi, un cheval sans cavalier avec un parasol flottant au-dessus d'un espace vide (à Sanchi), les empreintes de pas de Bouddha et la roue du dharma.
Cet aniconisme en relation avec l'image du Bouddha pourrait être conforme à une ancienne interdiction bouddhiste de montrer le Bouddha lui-même sous forme humaine, connue de la Sarvastivada vinaya (règles de la première école bouddhiste de la Sarvastivada) : " "Puisqu'il est pas autorisé à faire une image du corps du Bouddha, je prie que le Bouddha accorde que je puisse faire une image du Bodhisattva qui l'accompagne. Est-ce acceptable? " Le Bouddha répondit: "Vous pouvez faire une image du Bodhisattva" ".
Bien qu'il y ait encore un débat, les premières représentations anthropomorphiques du Bouddha lui-même sont souvent considérées comme le résultat de l'art gréco-bouddhique, en particulier au Gandhara, une théorie d'abord entièrement exposée par Alfred A. Foucher, mais critiquée dès le départ par Ananda Coomaraswamy. Foucher expliquait également l'origine des symboles aniconiques eux-mêmes par de petits souvenirs emportés des principaux sites de pèlerinage et devenant ainsi reconnus et popularisés comme symboliques des événements associés au site. Selon d'autres explications, il était inapproprié de représenter celui qui avait atteint le nirvana.
Cependant, en 1990, la notion d'aniconisme dans le bouddhisme a été contestée par Susan Huntington, professeur d'histoire de l'art, déclenchant un débat vigoureux parmi les spécialistes qui se poursuit. Elle voit de nombreuses premières scènes prétendument aniconiques comme en fait ne représentant pas des scènes de la vie du Bouddha, mais le culte de cetiya (reliques) ou des reconstitutions par des fidèles aux endroits où ces scènes se sont produites. Ainsi, l'image du trône vide montre une véritable relique-trône à Bodhgaya ou ailleurs. Elle souligne qu'il n'y a qu'une seule référence indirecte pour une doctrine aniconique spécifique dans le bouddhisme, et qui ne concerne qu'une seule secte.

Quant aux preuves archéologiques, elles montrent quelques sculptures anthropomorphiques du Bouddha existant réellement pendant la période prétendument aniconique, qui s'est terminée au Ier siècle de notre ère. Huntington rejette également l'association de l'art "aniconique" et "iconique" avec une division émergente entre Theravada et le bouddhisme bouddhisme mahayana. Les vues de Huntington ont été contestées par Vidya Dehejia et d'autres. Bien que certains exemples antérieurs aient été trouvés ces dernières années, il est constant que les grandes images iconiques indépendantes du Bouddha si importantes dans l'art bouddhiste ultérieur ne se trouvent pas dans la première période; le débat est centré sur des personnages plus petits dans des panneaux en relief, traditionnellement considérés comme représentant des scènes de la vie du Bouddha, et maintenant réinterprétés par Huntington et ses partisans. 

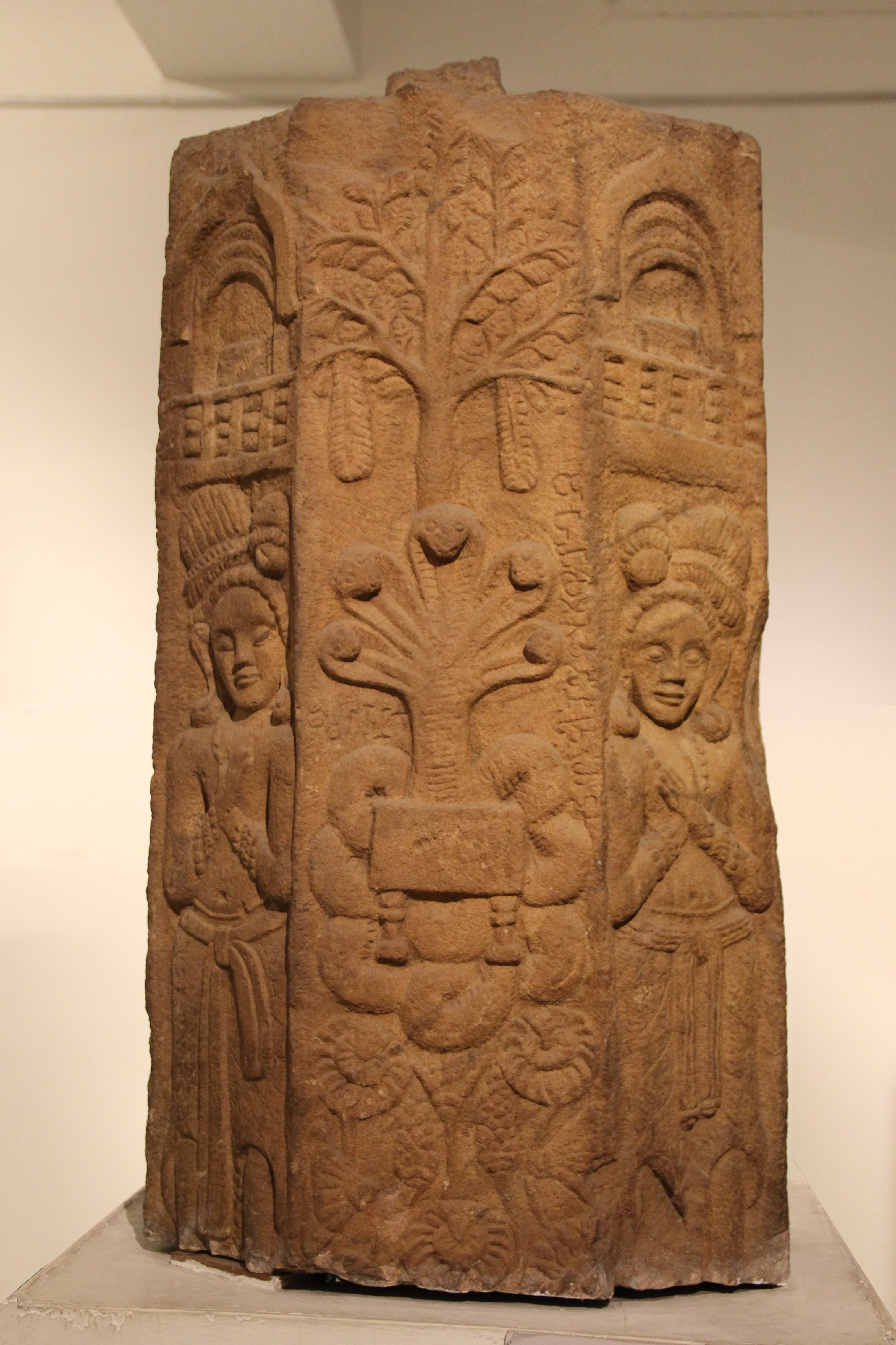
Pilier avec Naga Muchalinda protégeant le trône du Bouddha. Pilier de garde-corps de Jagannath Tekri, Pauni (en), district de Bhandara, IIe – Ier siècle avant notre ère. Musée national de New Delhi[8].
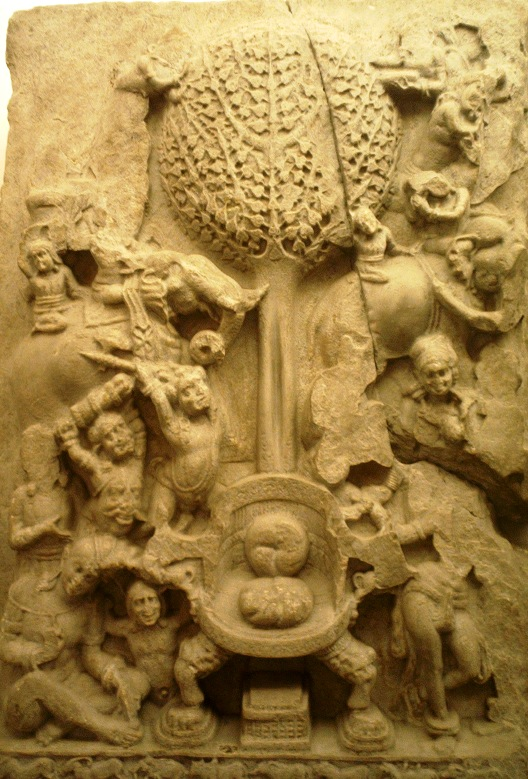
Représentation aniconique de l'assaut de Māra sur le Bouddha, avec un trône vide, IIe siècle, Amaravati, Inde[9].
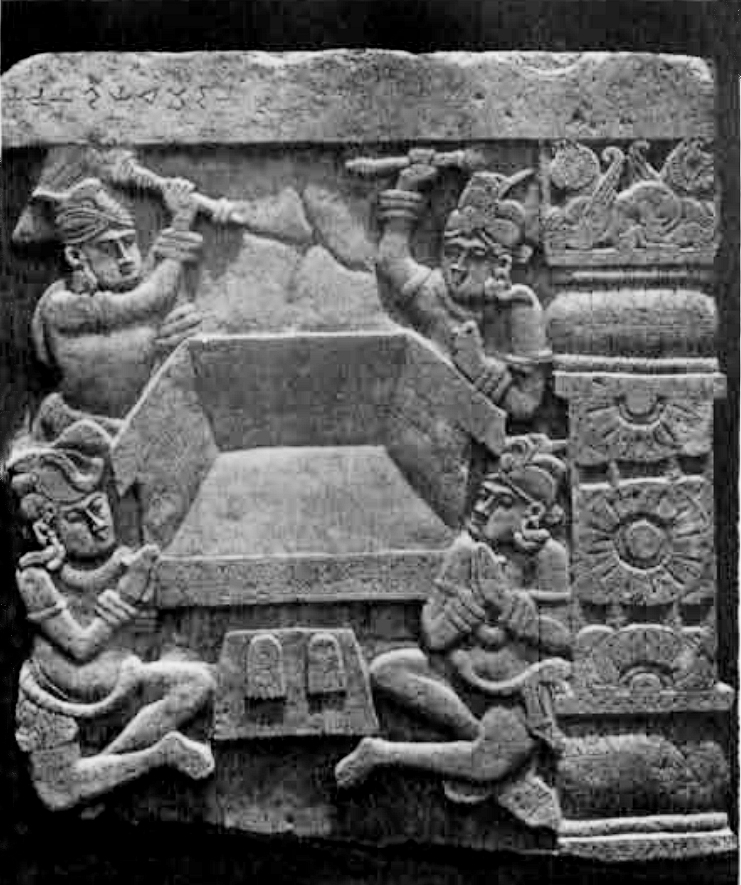
Dévotions au trône vide du Bouddha, Kanaganahalli (en), Ier – IIIe siècle de notre ère

## Aniconisme et anthropomorphisme
Selon les écoles d'art ou l'époque, le Bouddha ne peut apparaître qu'à travers ces symboles, ou sous forme anthropomorphique, dans des œuvres d'art similaires,.
| Sanchi et l'art gréco-bouddhiste de Gandhara                       |                                          |                                                                            |                                             |                                             |                                                   |
|                                                                    | Le rêve de Maya                          | Le grand départ                                                            | Les assauts de Mara                         | L’Éveil                                     | Le Bouddha prêchant                               |
| Sanchi (Ier av. J.C. - Ier ap. J.-C.)                              | Le rêve de Maya d'un éléphant blanc.     | Le Bouddha, sous l'ombrelle, censé être sur le char, n'est pas représenté. | Le Bouddha est symbolisé par un trône vide. | Le Bouddha est symbolisé par un trône vide. | lien= Le Bouddha est symbolisé par un trône vide. |
| L'art gréco-bouddhique du Gandhara (Ier – IVe siècle de notre ère) | Illustration très similaire de Gandhara. | Le Bouddha en personne quitte la ville.                                    | Le Bouddha est illustré au centre.          | Le Bouddha est illustré au centre.          | Le Bouddha est illustré au centre.                |

## Périodes ultérieures
Dans les périodes ultérieures, les deux grandes écoles du bouddhisme ont fait un grand usage de l'art figuratif, bien que les temples Theravada et d'autres sites se concentrent généralement sur une seule grande sculpture du Bouddha, tandis que les temples Mahayana ont un plus grand nombre d'images d'une plus grande variété de figures avec différents degrés d'importance spirituelle. Cependant, certaines écoles, comme le bouddhisme zen au Japon, ont également montré une tendance générale à l'aniconisme, mais sans interdiction spécifique des images figuratives.